# Billy Kibblewhite
Billy Kibblewhite, född 6 oktober 1909, död 5 februari 1951, var en friidrottare från Kanada. Han deltog vid olympiska sommarspelen 1928.